# Eosentomon madagascariense
Eosentomon madagascariense är en urinsektsart som beskrevs av Josef Nosek 1978. Eosentomon madagascariense ingår i släktet Eosentomon och familjen trakétrevfotingar. Inga underarter finns listade i Catalogue of Life.